# Hervormde kerk (Waaxens)
De hervormde kerk van Waaxens is een kerkgebouw in Waaxens (Waaksens) in de gemeente Súdwest-Fryslân in de Nederlandse provincie Friesland.

## Beschrijving
De kerk uit de 13e eeuw staat op een gedeeltelijk afgegraven terp. De eenbeukige kerk met halfronde koorsluiting kreeg in de 16e eeuw spitsboogvensters. Blijkens een gevelsteen met cartouche boven de ingang werd de toren in 1742 vernieuwd in opdracht van Edzard van Sminia (grietman van Hennaarderadeel) en de predikant Petrus Horreus. Rond 1880 werd de oude toren vervangen door een toren van drie geledingen met naaldspits en werd de kerk bepleisterd en voorzien van een spitsboogfries. Het kerkgebouw is een rijksmonument.
De preekstoel dateert uit 1651. Het orgel uit 1900 werd gebouwd door L. van Dam en Zonen.

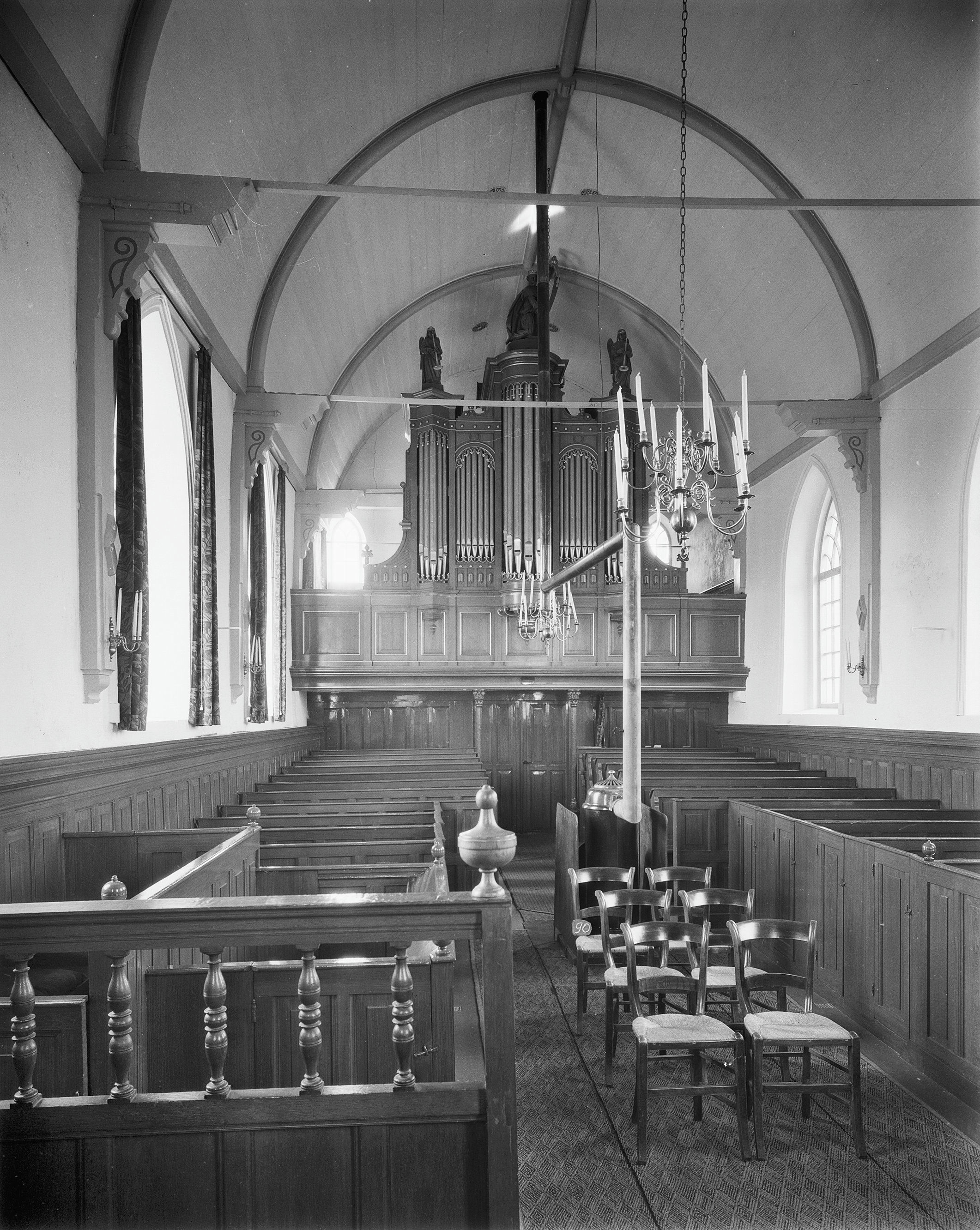
Interieur met orgel
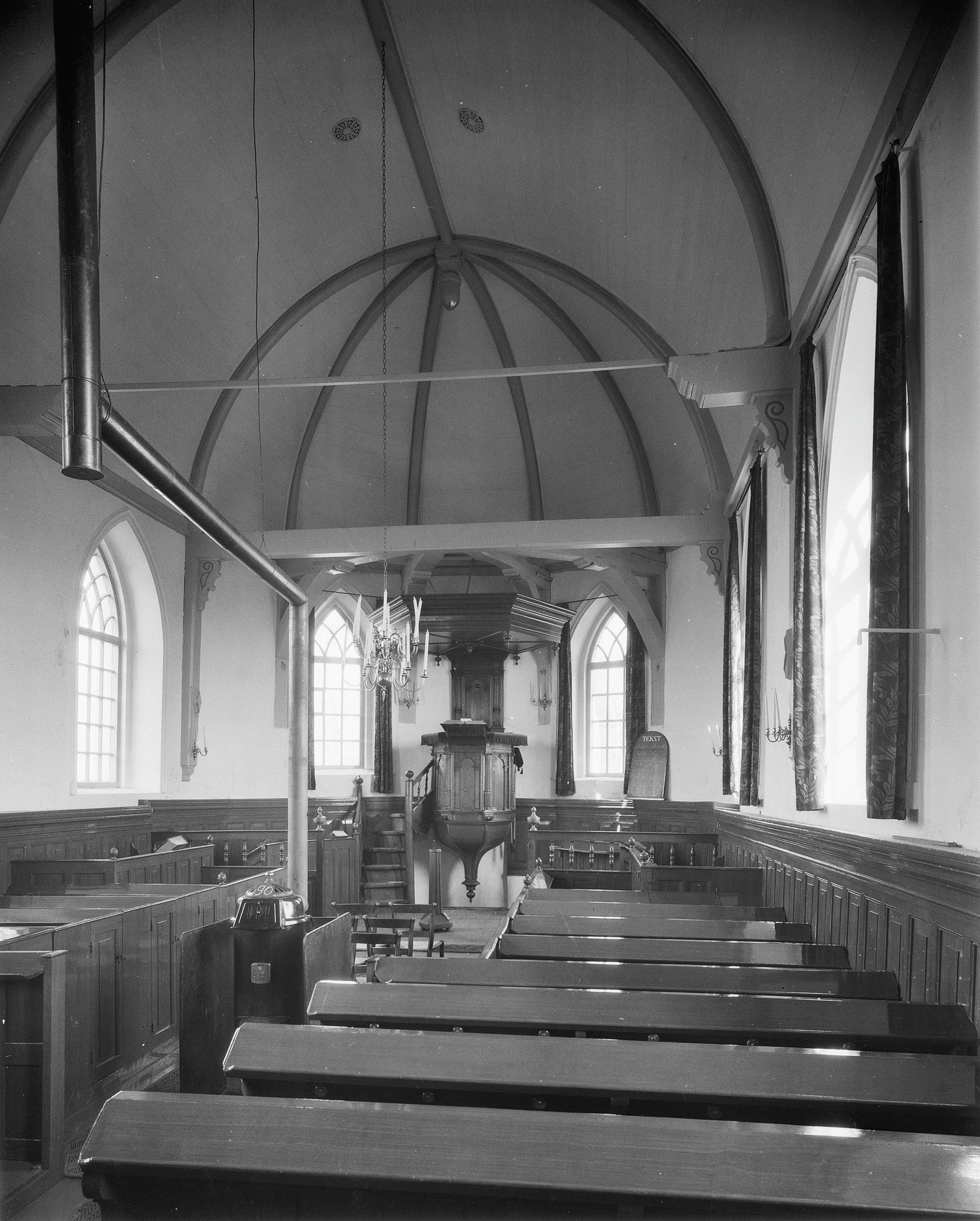
Interieur met preekstoel